# Salme
Salme es un municipio estonio perteneciente al condado de Saare.
A 1 de enero de 2016 tiene 1195 habitantes en una superficie de 115,07 km².
Comprende la localidad de Salme, donde vive algo menos de la mitad de la población, y 24 pequeñas localidades rurales: Anseküla, Easte, Hindu, Imara, Järve, Kaimri, Kaugatoma, Läätsa, Lahetaguse, Länga, Lassi, Lõmala, Lõu, Metsalõuka, Mõisaküla, Möldri, Rahuste, Suurna, Tehumardi, Tiirimetsa, Toomalõuka, Ula, Üüdibe y Vintri.
Se ubica en el istmo en la península de Sõrve de la isla de Saaremaa.